# Almochuel
Almochuel ist eine nordspanische Gemeinde (municipio) mit 22 Einwohnern (Stand: 2024) in der Provinz Saragossa in der Autonomen Gemeinschaft Aragón. 

## Lage
Almochuel liegt etwa 60 Kilometer (Fahrtstrecke) südöstlich von Saragossa in einer Höhe von 275 m am Fluss Aguasvivas. 
In der Gemeinde befindet sich etwas nördlich der Ortschaft der kleine Stausee Embalse de La Hoya de Almochuel. 

## Bevölkerungsentwicklung
| Jahr      | 1960 | 1970 | 1981 | 1991 | 2001 | 2011 | 2021 |
| Einwohner | 128  | 84   | 63   | 53   | 48   | 37   | 24   |

## Sehenswürdigkeiten
- Augustinuskirche (Iglesia de San Agustin)